# ヒメドリ
ヒメドリ (学名：Spizella pusilla)は、スズメ目ホオジロ科に分類される鳥類の一種。